# オルヌ県
オルヌ県(オルヌけん、Orne)は、フランスのノルマンディー地域圏の県である。

## 地理

オルヌ県をかつての州で色分けした地図

かつてのノルマンディーからなる。県南東部はかつてのペルシュの一部である。旧ノルマンディーの各県のうち唯一海と接していない。
県の名称はオルヌ川に由来する。
- 県西部は、ボカージュ・オルネ（Bocage Ornais）、地元では単にボカージュと呼ばれるボカージュ・ノルマン（Bocage Normand）地方の一部である。ボカージュ・オルネ地方南部はノルマンディーの丘陵地帯で特徴付けられている。
- 中北部はプレーヌ・ド・ノルマンディーと呼ばれる。地形学上は西のアルモリカ山塊と東のパリ盆地を隔てている。
- 中南部はカンパーニュ・ダランソンと呼ばれる。ノルマンディーの丘陵地帯が次第にアルモリカ山塊東部の険しい地形を生み出す。
- 中北東部はペイ・ドージュである。ノルマンディーの森と原型ともいうべき地方である。
- 北東部はウール県とオルヌ県の両方に広がるペイ・ドゥシュである。
- 東部から南東部は、歴史的に旧ノルマンディーに含まれてこなかったペルシュである。

県は、南の大西洋と北のマンシュ海峡とを分ける分水嶺が交差する。オルヌ川、ディーヴ川、トゥーケ川のほか、マイエンヌ川、サルト川が流れている。

## 歴史
フランス革命中の1790年3月4日に新設された83の県のうちの1つである。その面積のほとんどは旧ノルマンディー公領および旧アランソン公領からなり、南東部は旧ペルシュ伯領の一部であった。
ワーテルローの戦いで第七次対仏大同盟が勝利すると、1818年11月までプロイセン軍がオルヌを占領していた。

## 人口統計
オルヌ県民は一人称でオルネ（Ornais）、複数称でオルネーズ（Ornaises）という。オルヌ県は本質的に農村である。人口密度は1平方km/48人である。1平方km/95人である全国平均を下回っている。人口密度の高い地域はアランソン、フレール、アルジャンタンといった都市の周辺にある。反対に人口密度が低いのはカルージュ小郡、クルトメール小郡、エム小郡周辺である。人口は1999年以来相対的に停滞しているものの、長年にわたって減少している。長期間、農村から都市への人口流出が続き、人口は第二次世界大戦前に約27万人と最低になった。戦後のベビー・ブームで人口が増加し、今日では伸びが鈍くなっている。
| 1801年  | 1831年  | 1841年  | 1851年  | 1856年  | 1861年  | 1866年  |
| ------- | ------- | ------- | ------- | ------- | ------- | ------- |
| 395.738 | 441.881 | 442.072 | 439.884 | 430.127 | 423.350 | 414.618 |
| 1872年  | 1876年  | 1881年  | 1886年  | 1891年  | 1896年  | 1901年  |
| 398.250 | 392.526 | 376.126 | 367.248 | 354.387 | 339.162 | 326.952 |
| 1906年  | 1911年  | 1921年  | 1926年  | 1931年  | 1936年  | 1946年  |
| 315.993 | 307.433 | 274.814 | 277.637 | 273.717 | 269.331 | 273.181 |
| 1954年  | 1962年  | 1968年  | 1975年  | 1982年  | 1990年  | 1999年  |
| 274.862 | 280.549 | 288.524 | 293.523 | 295.472 | 293.204 | 292.337 |
| 2011年  |         |         |         |         |         |         |
| 290.891 |         |         |         |         |         |         |

## 政治
農村部での投票が支配的で、保守県と呼ばれる。伝統的なド・ゴール主義の土壌である。しかし、バス＝ノルマンディー地域圏の他の地域の政治志向のように、県の主要都市は次第に社会党の町のラベルを採用するようになっている。2008年フランス地方選挙では、既に長期間アルジャンタンやフレールで左翼の首長がいるように、アランソン、ラ・フェルテ＝マセで社会主義の首長が誕生した。

## 行政

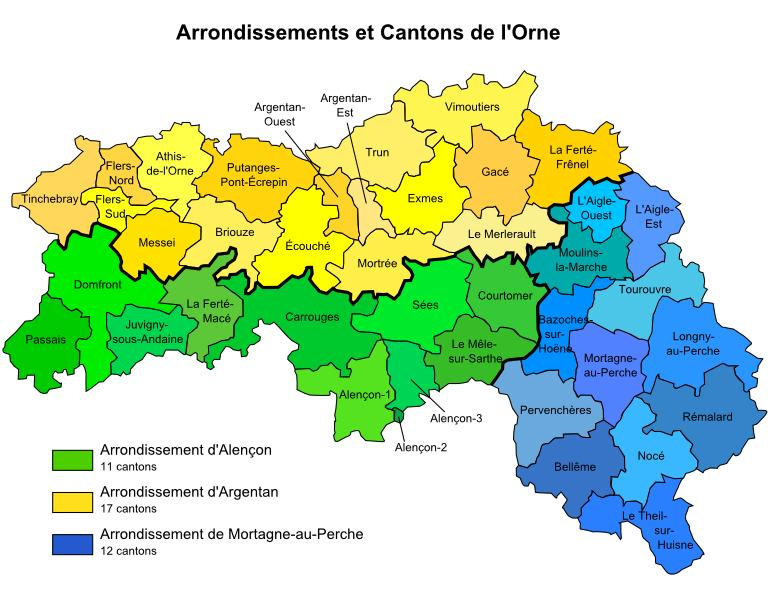
オルヌ県の地図

オルヌ県は3つの郡、40の小郡、505のコミューンがある。
- アランソン郡 - 県南部から南西部を占める。11の小郡と133のコミューンがあり、面積は1710平方km。

- アルジャンタン郡 - 県北部から北西部を占める。3つの郡の中で最も面積が広く、人口も多い。17の小郡と226のコミューンがある。面積は2432平方km。

- モルターニュ＝オー＝ペルシュ郡 - 県南東部、ペルシュ地方を占める。3つの郡のうち最も人口が少ない。12の小郡と146のコミューンがある。

### 主なコミューン
| 順位 | コミューン                   | 国勢調査の年 | 国勢調査の年 | 国勢調査の年 | 国勢調査の年 |
| 順位 | コミューン                   | 1982         | 1990         | 1999         | 2006         |
| ---- | ---------------------------- | ------------ | ------------ | ------------ | ------------ |
| 1    | アランソン                   | 31,608       | 29,988       | 28,935       | 28,458       |
| 2    | フレール                     | 18,911       | 17,888       | 16,947       | 16,094       |
| 3    | アルジャンタン               | 17,327       | 16,413       | 16,596       | 14,900       |
| 4    | レーグル                     | 9,834        | 9,466        | 8,977        | 8,415        |
| 5    | ラ・フェルテ＝マセ           | 6,708        | 6,913        | 6,679        | 6,201        |
| 6    | セー (オルヌ県)              | 4,767        | 4,547        | 4,504        | 4,508        |
| 7    | モルターニュ＝オー＝ペルシュ | 4,851        | 4,584        | 4,513        | 4,210        |
| 8    | ドンフロン                   | 4,483        | 4,410        | 4,262        | 3,976        |
| 9    | ヴィムーティエ               | 4,918        | 4,723        | 4,418        | 3,970        |

## ギャラリー

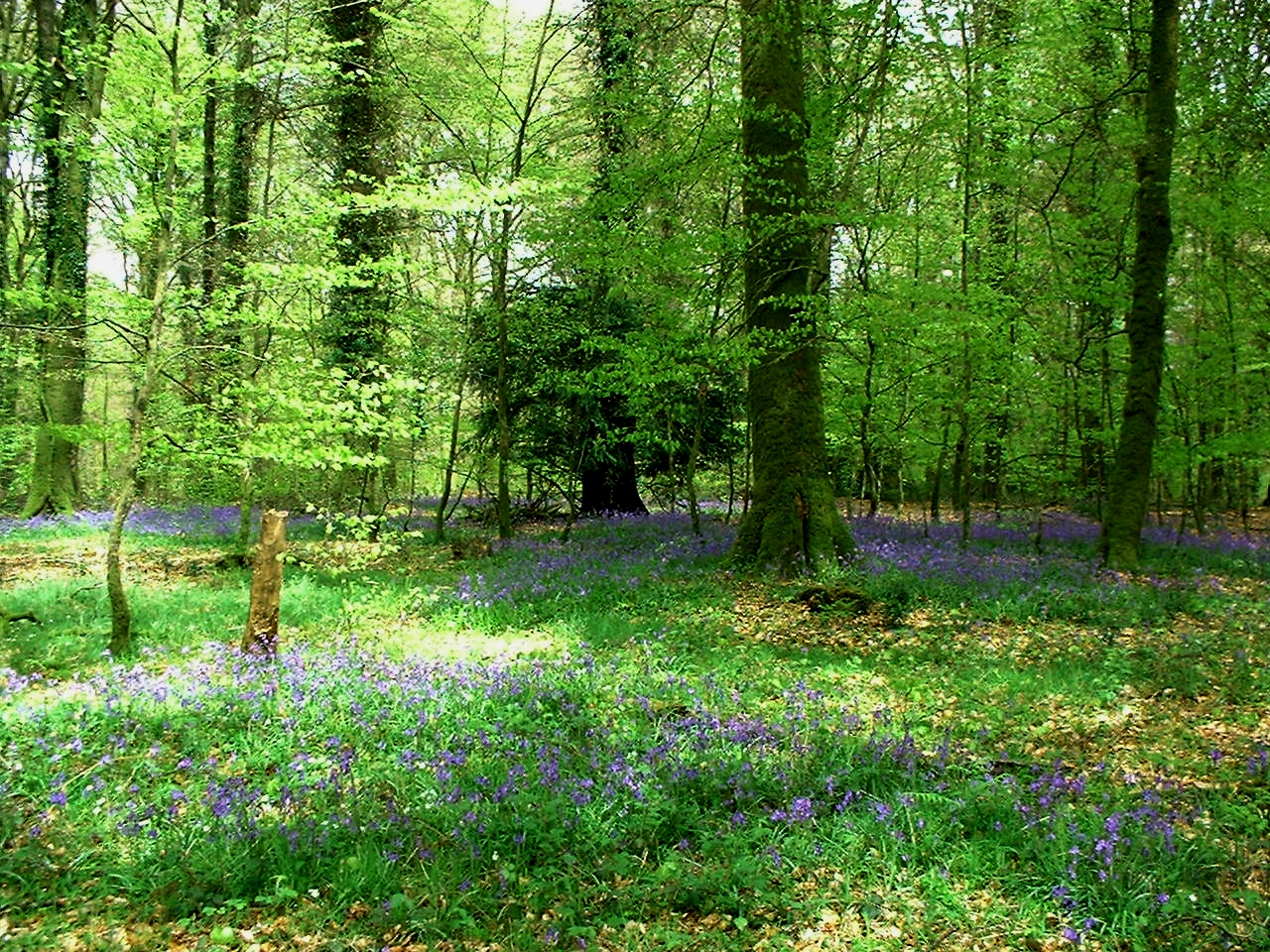
アンデーヌの森
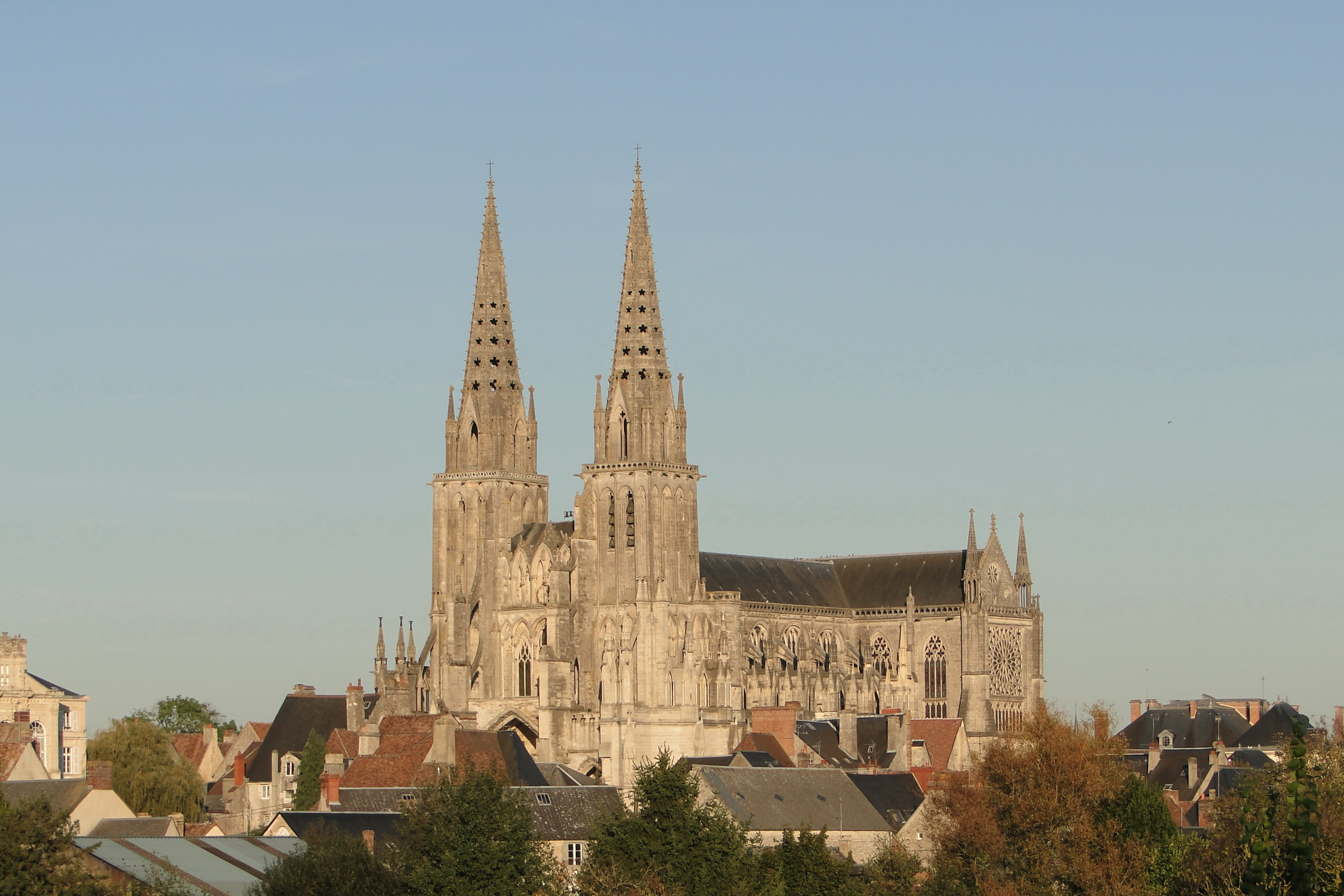
セーのノートルダム教会
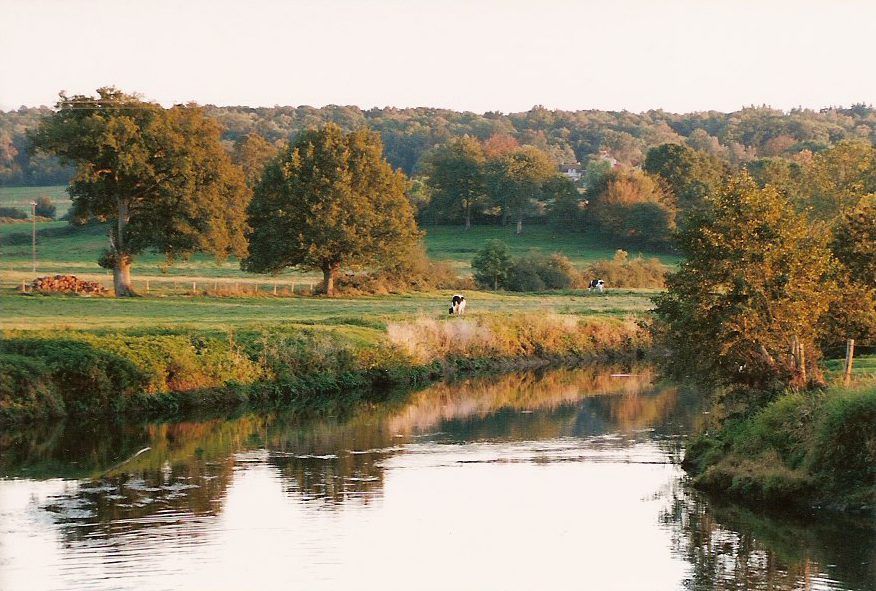
サルト川と田園風景
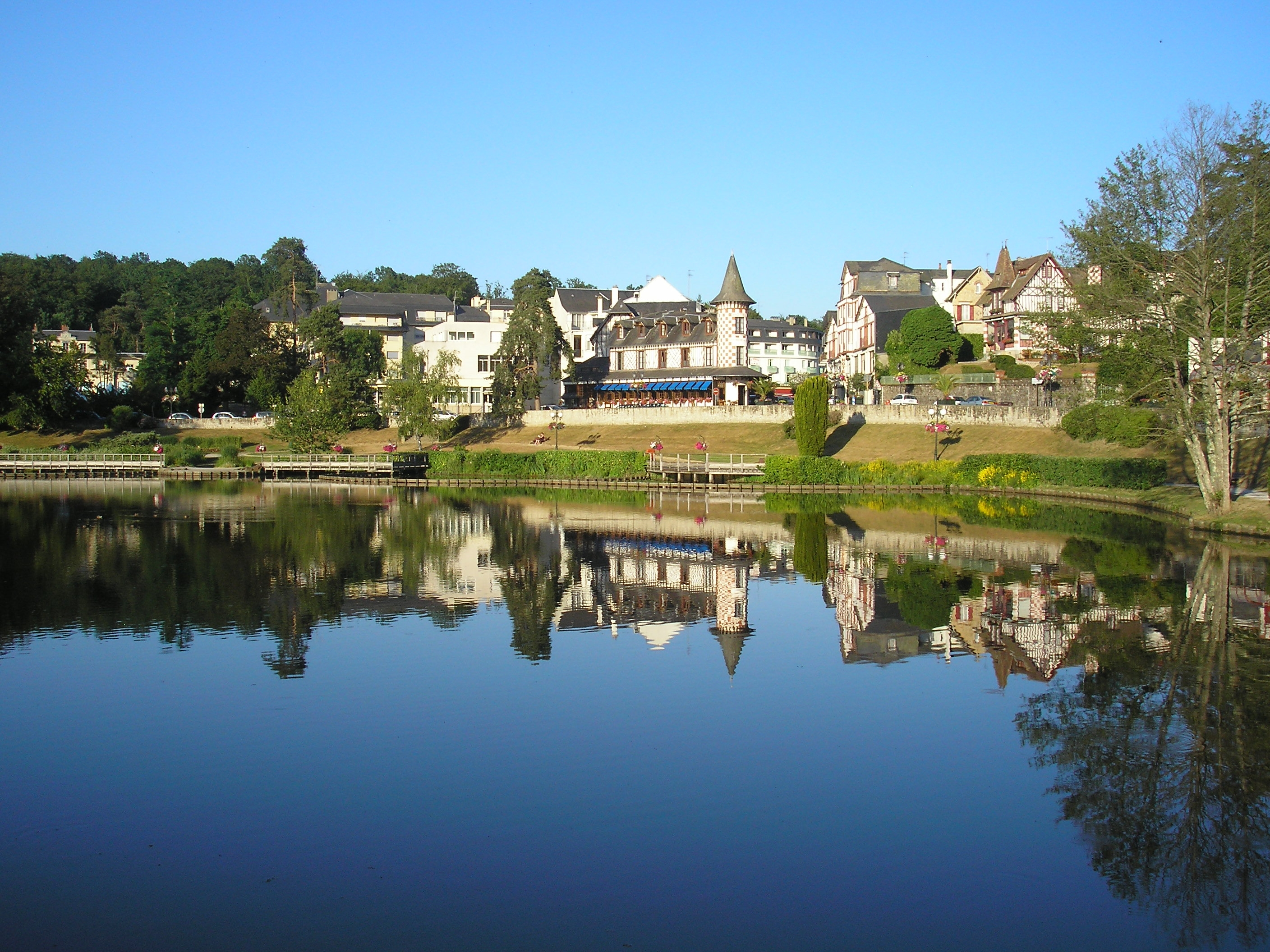
バニョール＝ド＝ロルヌ

## 出身者
- アンドレ・ブルトン - Tinchebray で出生